# 矢野倫太朗
矢野 倫太朗（やの りんたろう、1996年10月1日 - ）は、福岡県福岡市出身のプロアイスホッケー選手。ポジションはフォワード。アジアリーグアイスホッケーのスターズ神戸所属。
弟の矢野竜一朗も元プロアイスホッケー選手である（後述）。

## 経歴

### 学生時代
幼少時からアイスホッケーを始め、中学は福岡市立姪浜中学校、高校は北海道苫小牧東高等学校に進学。大学は中央大学に進学する。
2014年　2015年　2年連続インターハイ8位
2015年　秩父宮杯優勝　関東大学選手権優勝　日本学生選手権優勝
2016年　秩父宮杯優勝　関東大学選手権優勝　日本学生選手権 準優勝
2017年　秩父宮杯準優勝　関東大学選手権準優勝　日本学生選手権 3位
2018年　秩父宮杯準優勝　関東大学選手権4位　日本学生選手権 3位

### GRITS時代
大学時卒業後、広告代理店に勤務。
2020年11月4日にアジアリーグアイスホッケーの横浜GRITSに入団。
2021年6月17日にGRITSと契約を継続した。
2022年5月31日にGRITSと契約を継続した。
2023年6月3日に契約期間満了によりGRITSを退団した。

### フリーブレイズ時代
2023年6月13日に東北フリーブレイズに入団した。
2023-2024シーズンはシーズン中の12月に横浜市で開催された第91回全日本アイスホッケー選手権大会にもフリーブレイズの選手として参加。フリーブレイズは決勝でH.C.栃木日光アイスバックスに敗れ、準優勝となった。シーズンではフリーブレイズはアジアリーグ3位の結果を残し、個人では32試合に出場、7ゴール9アシスト、16ポイントを記録。チーム7番目のポイントを記録した。
オフの2024年5月8日に契約期間満了によりフリーブレイズを退団した。

### アイスバックス時代
2024年6月11日にH.C.栃木日光アイスバックスと契約。6月25日に同時期に入団した大津晃介と栃木県庁の記者クラブで入団選手会見を行った。

### スターズ時代
2025年6月25日に同年よりアジアリーグに新規参入するスターズ神戸と契約。

## 人物
弟の矢野竜一朗も元プロアイスホッケー選手である。第91回全日本アイスホッケー選手権大会の準決勝では当時竜一朗が所属していた北海道ワイルズが対戦することになり、兄弟対決となった。